# Glogovac (gmina Bogatić)
Glogovac (cyr. Глоговац) – wieś w Serbii, w okręgu maczwańskim, w gminie Bogatić. W 2011 roku liczyła 777 mieszkańców.